# 제프리 린
제프리 린(영어: Jeffrey Lynn, 1905년 혹은 1906년 ~ 1995년 11월 24일)은 미국의 배우이다.

## 영화
- 세 부인 (1949년)
- 네 명의 딸들
- 포효하는 20년대
- 올 디스 엔드 헤븐 투
- 버터필드 8